# FKイェゼロ
フドバルスキ・クルブ・イェゼロ（セルビア語: Fudbalski klub Jezero）は、モンテネグロ・プラヴに本拠地を置くサッカークラブである。

## 歴史
クラブでは設立を1934年としているが、サッカークラブとしての活動開始は本拠地のスタディオン・ポド・ラツィノムが完成した1948年ともされる。イェゼロは湖を意味するが、これはプラヴ湖に由来している。
設立後はモンテネグロの地域リーグに所属していたが、そのうちの1995-96シーズンでは隣町のFKコモヴィとの優勝が掛かった最終節のホームゲームで敗北、4部の試合でありながら暴動がおこり、サポーターや選手が負傷した。なお翌年に昇格を勝ち取り、ツルノゴルスカ・レプブリチカ・リーガへ参戦した。1999年のライバルであるFKグシニェ戦では7000人の観客が入り、クラブ史上最多記録となった。2001-02シーズンに準優勝し、セルビア・モンテネグロ・ドルガ・リーガに昇格したが、1シーズンで降格した。
モンテネグロ独立後はドルガ・ツルノゴルスカ・フドバルスカ・リーガから始まり、2007-08シーズンに優勝してプルヴァ・ツルノゴルスカ・フドバルスカ・リーガに昇格した。しかし本拠地に整備上の問題があったため、グラドスキ・スタディオン・ベラネでホームゲームを行った。その後改修されて再びスタディオン・ポド・ラツィノムを利用するようになった。

## 歴代所属選手
- 江口貴俊 2016-2017
- 岡本伊織 2024-
- 若林龍 2025-